# Marquette Golden Eagles
Marquette Golden Eagles – nazwa drużyn sportowych Marquette University w Milwaukee, biorących udział w akademickich rozgrywkach w Big East Conference, organizowanych przez National Collegiate Athletic Association. 

## Sekcje sportowe uczelni
| Mężczyźni - bieg przełajowy - golf - koszykówka (1): 1977 - lacrosse - lekkoatletyka - piłka nożna - tenis | Kobiety - bieg przełajowy - koszykówka - lacrosse - lekkoatletyka - piłka nożna - siatkówka - tenis |

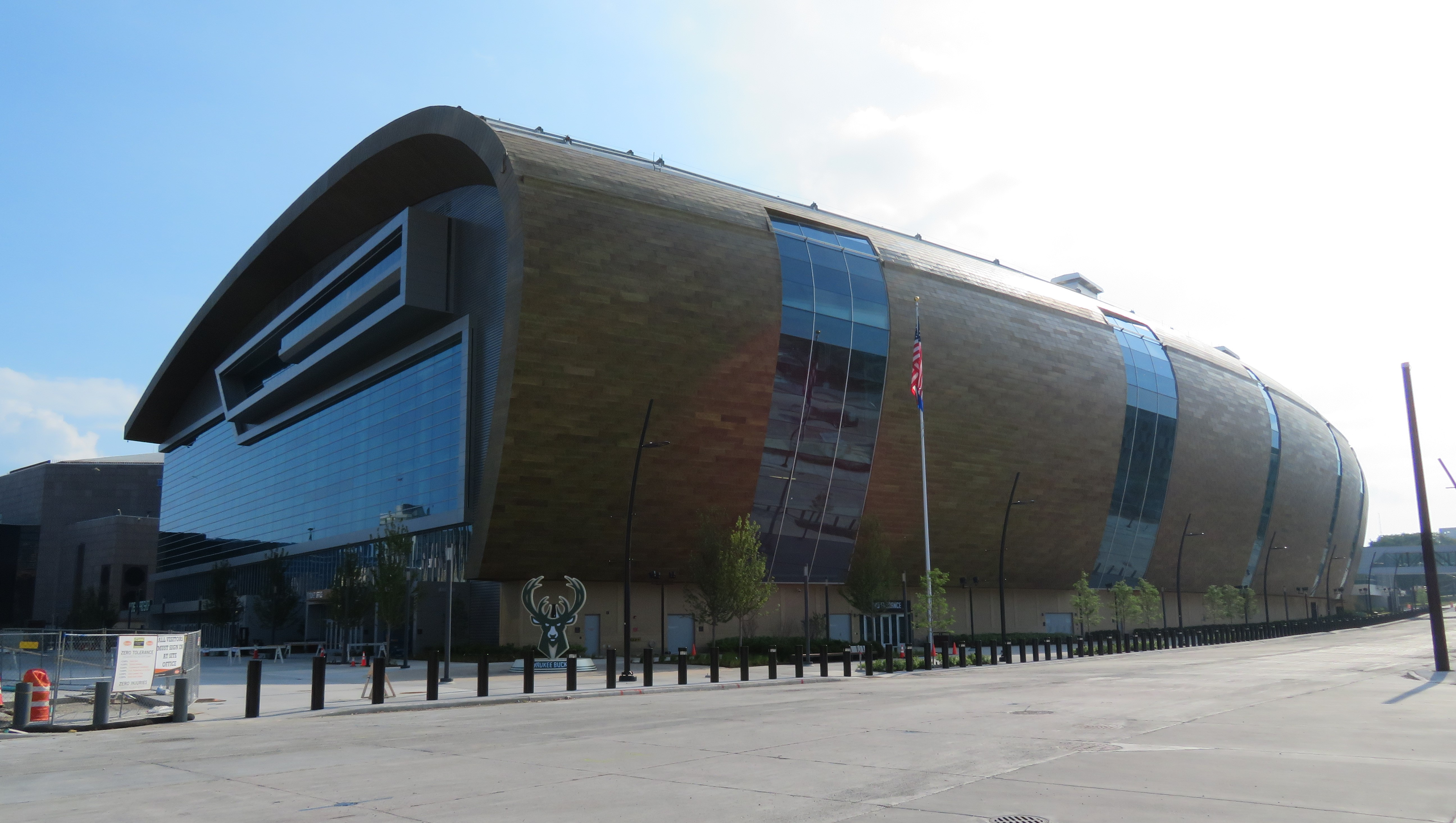
Fiserv Forum.

W nawiasie podano liczbę tytułów mistrzowskich NCAA (stan na 1 lipca 2015)

## Obiekty sportowe
- Fiserv Forum – hala sportowa o pojemności 17 500 miejsc, w której odbywają się mecze koszykówki mężczyzn[3]
- Al McGuire Center – hala sportowa o pojemności 3700 miejsc, w której rozgrywane są mecze siatkówki i koszykówki kobiet[4]
- Valley Fields – stadion wielofunkcyjny, na którym odbywają się zawody lekkoatletyczne, mecze piłkarskie i lacrosse[5]
- Helfaer Tennis and Recreation Center – korty tenisowe[6]